# Aglia huemeriferenigra
Aglia huemeriferenigra är en fjärilsart som beskrevs av Kunz. 1912. Aglia huemeriferenigra ingår i släktet Aglia och familjen påfågelsspinnare. Inga underarter finns listade i Catalogue of Life.